# Sergej Šalamon
Sergej Šalamon (ur. 7 marca 1975 w Velenju) – słoweński lekkoatleta, płotkarz.
Podczas igrzysk olimpijskich w Sydney (2000) biegł na trzeciej zmianie słoweńskiej sztafety 4 × 400 metrów, która z czasem 3:10,07 odpadła w eliminacjach.
Reprezentant Słowenii w zawodach pucharu Europy i meczach międzypaństwowych.
W 2000 i 2002 był mistrzem kraju na 400 metrów przez płotki.
W dniu 5 czerwca 2005 prowadzony przez Šalomona samochód opel vectra uległ zderzeniu z prowadzonym przez Amela Dedica samochodem volkswagen golf. W wyniku wypadku zginęły trzy osoby (w tym Matic Šušteršič). Stwierdzono, że we krwi Šalomona znajdowało się 1,5 promila alkoholu, prowadzony przez Dedica samochód jechał z prędkością około 145 km/godz. w miejscu, gdzie była ograniczona do 60 km/godz. Pięć lat później, w dniu 1 czerwca 2010 sąd skazał Šalomona na karę trzech lat i czterech miesięcy więzienia, zaś Dedica na trzy i pół roku. 26 lipca 2012 poinformowano, że Šalomon został zwolniony z więzienia. Po apelacji przed Sądem Najwyższym sprawę skierowano do ponownego rozpatrzenia, w wyniku którego sąd stwierdził, że mimo pozostawania pod wpływem alkoholu Šalomon nie był winien spowodowania wypadku.

## Rekordy życiowe
- Bieg na 400 metrów – 47,86 (2000)
- Bieg na 400 metrów przez płotki – 50,72 (2002)